# Sarcophaga simulatrix
Sarcophaga simulatrix är en tvåvingeart som beskrevs av Povolny 2000. Sarcophaga simulatrix ingår i släktet Sarcophaga och familjen köttflugor. Inga underarter finns listade i Catalogue of Life.